# Graham-Bell-Insel
Die Graham-Bell-Insel (russ. Остров Греэм-Белл – Ostrow Greem Bell) ist die östlichste Insel der zu Russland gehörenden Inselgruppe Franz-Josef-Land im Nordpolarmeer.

## Geographie
Mit rund 1560 km² ist die Graham-Bell-Insel die drittgrößte des Archipels. Teile der Insel sind ganzjährig von Eis bedeckt. Ihr höchster Punkt, die Windy-Eiskappe (Kupol Wetreny) wird mit 509 Metern angegeben, nach anderen Angaben 580 Meter. Die Eiskappe ist die größte des gesamten Archipels. Ihre Mächtigkeit erreicht annähernd 500 Meter.
Der östlichste Punkt der Insel ist Kap Kohlsaat (russ. Мыс Кохлсаат – Mys Kohlsaat). Da das Gebiet nahe der Packeisgrenze liegt, ist die See rund um das Kap das gesamte Jahr voll Treibeis. Gleichzeitig markiert Kap Kohlsaat den nordwestlichsten Punkt der Karasee.
Von ihrer westlichen Nachbarinsel Wilczek-Land (nicht zu verwechseln mit der Wilczek-Insel) trennt die Graham-Bell-Insel lediglich eine etwa 6 km breite Wasserstraße, die als Morgan Sound bekannt ist (russ. Пролив Моргана – Proliw Morgana). Die 1,5 km² große, südlich vorgelagerte Perlmutt-Insel ist nach dem Abschmelzen ihrer Eiskappe am Ende des 20. Jahrhunderts verschwunden.

## Geschichte
Die offizielle Entdeckung der Graham-Bell-Insel wird Evelyn Baldwin zugeschrieben, der die Insel während der Walter-Wellman-Expedition (1898–1899) viermal mit dem Hundeschlitten überquerte und grob kartierte. Es kann allerdings davon ausgegangen werden, dass die Insel wie auch der gesamte Archipel schon deutlich früher von Seefahrern gesichtet wurden. Wellman benannte die Insel nach dem damaligen Präsidenten der National Geographic Society, dem Erfinder Alexander Graham Bell. 
1926 wurde die gesamte Inselgruppe Franz-Josef-Land von der Sowjetunion in Besitz genommen. Später, während des Kalten Krieges, etablierte die Sowjetunion den geheimen Militärflugplatz Greem Bell samt Radarstation auf der weitgehend eisfreien Cholmisty-Halbinsel (Полуостров Холмистыӣ). Es war die nördlichste Basis des Landes. Sie verfügte über eine 2,1 km lange Landebahn, die seit Ende der 1950er Jahre regelmäßig von großen Transportflugzeugen und Langstreckenbombern angeflogen wurde. Seit Ende der 1990er Jahre gilt die Militärbasis als verlassen. In den vergangenen Jahren wurden Anstrengungen unternommen, die umweltgefährdenden Hinterlassenschaften der Militärs auf den Inseln zu beseitigen.